# Jakub Jakowicz
Jakub Jakowicz (także: Kuba Jakowicz; ur. 10 czerwca 1981 w Warszawie) – polski skrzypek, określany mianem wirtuoza skrzypiec, syn skrzypka Krzysztofa Jakowicza. Występuje jako solista, a od 2006 także jako członek kwartetu Zehetmair Quartett. Od 2004 wykłada także w Uniwersytecie Muzycznym Fryderyka Chopina w Warszawie.

## Życiorys
Gry na skrzypcach uczył się u swojego ojca Krzysztofa Jakowicza, pod kierunkiem którego studiował w Akademii Muzycznej im. F. Chopina w Warszawie. Był również ostatnim uczniem Tadeusza Wrońskiego. Stypendysta Krajowego Funduszu na rzecz Dzieci.
Koncertuje od 11 roku życia. Grał ze wszystkimi czołowymi polskimi orkiestrami. Jego debiut w Koncercie skrzypcowym Piotra Czajkowskiego w 1994 z orkiestrami w Bydgoszczy, Krakowie i Szczecinie zaowocował zaproszeniami do występów z Sinfonią Varsovią i NOSPR-em. W 1998 na zaproszenie Krzysztofa Pendereckiego grał na festiwalu imienia kompozytora w Krakowie, wykonując „Capriccio per violino e orchestra” pod batutą Jerzego Maksymiuka.
W 2001 Jakowicz zadebiutował z Filharmonikami Monachijskimi pod dyrekcją Pinchasa Steinberga, wykonując I Koncert skrzypcowy Karola Szymanowskiego. Od tego czasu występował jako solista z wieloma orkiestrami, m.in. z Orkiestrą Filharmonii Narodowej w Warszawie, Orchestra del Maggio Musicale we Florencji, Filharmonią Czeska w Pradze, Orchestra di Santa Cecilia w Rzymie, Filharmonią Drezdeńską, Orchestre de la Suisse Romande w Genewie, Orquesta Nacional w Madrycie, Royal Stockholm Philharmonic, Orquestra Sinfonica do Estado de São Paulo i Concerto Köln. Współpracował z takimi dyrygentami, jak Pinchas Steinberg, Jerzy Semkow, Antoni Wit, Jerzy Maksymiuk, Jacek Kaspszyk, Kazimierz Kord, Jan Krenz, Yan Pascal Tortelier, Eiji Ōue, Marek Pijarowski, Krzysztof Penderecki, Agnieszka Duczmal, Walter Weller, Heinz Wallberg, Kirill Karabits, Michaił Jurowski, Marc Minkowski, Stefan Solyom. W latach 2009 oraz 2011 na zaproszenie Antoniego Wita artysta brał udział jako solista w tournées koncertowych Orkiestry Filharmonii Narodowej w Wielkiej Brytanii.
Jako kameralista od wielu lat tworzy skrzypcowy duet z ojcem, Krzysztofem. Od 2000 roku gra z pianistą Bartoszem Bednarczykiem – wspólnie nagrali płyty Subito (Polskie Radio), Beethoven Violin Sonatas (Subito Records) oraz krążek z Partitą Witolda Lutosławskiego (CD Accord). Artysta występował ponadto z takimi muzykami, jak Heinz Holliger, Paul Gulda, Jan Krzysztof Broja, Krzysztof Jabłoński, Anna Maria Staśkiewicz, Katarzyna Budnik-Gałązka, Ryszard Groblewski, Avri Levitan, Ursula Smith, Maciej Grzybowski, Michel Lethiec, Håkan Rosengren, Olga Pasiecznik, Ruth Kilius, Ursula Smith, Daniel Mueller-Schott, Andrzej Bauer, Rafał Kwiatkowski, Karol Marianowski, Marcin Zdunik oraz Zvi Plessev. Był również pierwszym skrzypkiem zespołu Lutosławski Quartet.
Od 2006 jest członkiem Zehetmair Quartett, zespołu stworzonego przez austriackiego skrzypka i dyrygenta Thomasa Zehetmaira. Zespół ten przygotowuje jeden program koncertowy rocznie, większość utworów wykonując z pamięci. Jako skrzypek tego zespołu występował m.in. w Filharmonii Berlińskiej, Théâtre du Châtelet w Paryżu, Wigmore Hall w Londynie, Santory Hall w Tokio, Gulbenkian Center w Lizbonie, Konzerthaus w Wiedniu, Zankel Hall i Y Hall w Nowym Jorku, a także na festiwalach muzycznych, m.in. w Schleswig-Holstein, Salzburgu, Lucernie, Aldeburgh i Edynburgu.
W 2013 uzyskał stopień doktora sztuk muzycznych w zakresie instrumentalistyki. Od 2004 uczy gry skrzypcowej na Uniwersytecie Muzycznym Fryderyka Chopina w Warszawie.

## Nagrody
Od początku kariery Jakub Jakowicz zdobył wiele nagród i wyróżnień na krajowych i międzynarodowych konkursach, m.in.:
- Konkurs skrzypcowy w Lublinie (1993) – I nagroda
- Konkurs w Wattrelos we Francji (1995) – I nagroda
- Konkurs w Takasaki w Japonii (1999) – I nagroda
- Międzynarodowa Trybuna Młodych Wykonawców w Bratysławie (2001) – I nagroda
- Paszport „Polityki” (2003)
- „Orfeusz” podczas festiwalu Warszawska Jesień (2007)
- Diapason d’Or de l’Anneé 2007 – Płyta Zehetmair Quartett (ECM) z kwartetami nr 5 Béli Bartóka i nr 4 Paula Hindemitha
- Nagroda im. Paula Hindemitha Miasta Hanau (Zehetmair Quartett, 2014)